# والي مون
والي مون (بالإنجليزية: Wally Moon)‏ هو لاعب كرة قاعدة أمريكي، ولد في 3 أبريل 1930 في باي في الولايات المتحدة، وتوفي في 9 فبراير 2018 في بريان في الولايات المتحدة بسبب سرطان الجلد.

## وصلات خارجية
- والي مون على موقع دوري كرة القاعدة الرئيسي (الإنجليزية)
- والي مون على موقعبيزبول رفرنس.كوم (الدوري الرئيسي) (الإنجليزية)
- والي مون على موقعبيزبول رفرنس.كوم (الدوري الثانوي) (الإنجليزية)
- والي مون على موقع إي إس بي إن.كوم (أم.أل.بي) (الإنجليزية)
- والي مون على موقع مشجعي الرسوم البيانية (الإنجليزية)